# Ljudmila Ševcová
Ljudmila Ivanovna Ševcová (rusky: Людмила Ивановна Шевцова) (* 26. listopadu 1934, Taman) je bývalá sovětská atletka, běžkyně, olympijská vítězka v běhu na 800 metrů z roku 1960.

## Závodní kariéra
Do evropské špičky se dostala v necelých dvaceti letech, kdy na mistrovství Evropy v Bernu v roce 1954 získala bronzovou medaili ve finále na 800 metrů. V roce 1960, 3. července, vytvořila světový rekord v běhu na 800 metrů 2:04,3. O dva měsíce později se stala olympijskou vítězkou na této trati, která byla zařazena do programu olympijských her opět po 32 letech.